# ハルトマン・フォン・アウエ

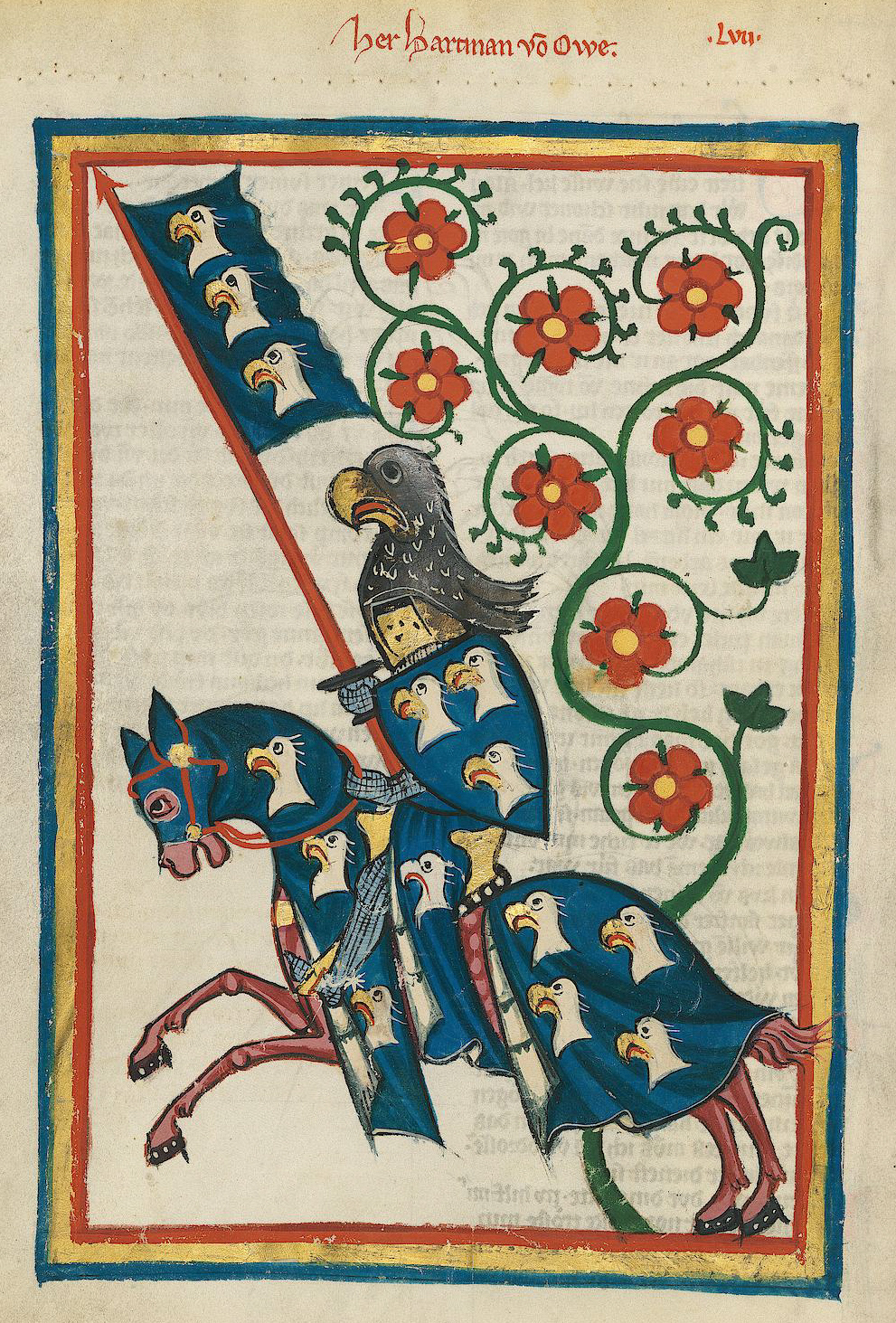
写本の挿絵にみるハルトマン

ハルトマン・フォン・アウエ（Hartmann von Aue, 1160年頃 - 1210年頃）は、中世ドイツの詩人。

## 生涯と作品
愛すべき美しい作品『哀れなハインリヒ』の冒頭に、作者はアウエの人ハルトマンという騎士であると述べられている。ハルトマンは1160年から1165年までの間に生まれ、1210年から1220年頃に没したと同時代の記述から推測されている。アウエの領主に仕える騎士であったと自ら述べており、アウエの地は現在のドイツ南西部かスイス北西部にあたると考えられているが、はっきりとしたことはわかっていない。
　その伝記も、十字軍に参加したらしいこと以外は分からないが、彼の際立った特徴としては、その学識があげられる。当時の教養の水準から言えば、戦士階級であるミニステリアーレは読み書きもままならぬことが普通であったが、彼は「多くの書物に身をさらし」、物語を探すことに熱心だったと記されている。ゴットフリート・フォン・シュトラースブルクやハインリヒ・フォン・デム・テューリンのような同時代人からも作品を高く評価され、その文体は水晶に例えられる硬質で純粋な美しさを持っていると称えられた。
　『哀れなハインリヒ』の他、ハルトマン作の叙事詩として『イーヴェイン』（『イーヴァイン』とも）、当時流布した聖人伝を基にした『グレゴーリウス』（トーマス・マンの小説『選ばれし人』の原拠）、『エーレク』などがある。『エーレク』と『イーヴェイン』は、クレティアン・ド・トロワによる、アーサー王に従う円卓の騎士を主人公とする『エレックとエニード』『イヴァンまたは獅子の騎士』をそれぞれ主な原典としている 。また、抒情詩にもすぐれた作品がある。長篇の問答歌『クラーゲ』（『小簡(ビューヒライン)』とも呼ばれる）はもっとも初期の作品のようである。

## 日本語訳
- 『ハルトマン作品集』（平尾浩三訳「エーレク」、中島悠爾訳「グレゴーリウス」、相良守峯訳「哀れなハインリヒ」、リンケ珠子訳「イーヴェイン」を納める）郁文堂　1982（ISBN 4-261-07153-3）[6]
- ハルトマン（相良守峯訳）「哀れなハインリヒ」：『世界文学大系66　中世文学集　★★』筑摩書房　1966　135-148頁
- ハルトマン・V・アウエ「あわれなハインリヒ」戸沢明訳：訳者代表　呉茂一・高津春繁『世界名詩集大成　①古代・中世編』平凡社　1960　275-288頁
- ハルトマン・フォン・アウエ『哀れなハインリヒ』戸澤明訳 佐藤牧夫、佐々木克夫、楠田格、副島博彦著 大学書林 1985　（段落ごとに原文、逐語訳つき注釈、戸澤訳。あとがき、辞書・文法書・その他の紹介、語彙索引、事項索引を付す）
- ハルトマン・フォン・アウエ『イーヴァイン』赤井慧爾、斎藤芙美子、武市修、尾野照治共訳著  大学書林 1988　（作品の6分の1余りを抜粋し、段落ごとに原文、日本語訳、注釈を配し、解説、語彙索引を付す）
- 『グレゴリウス』尾崎盛景、高木実著  大学書林 1990
- 高津春久編訳『ミンネザング（ドイツ中世叙情詩集）』　郁文堂 (1978; ISBN 4261071371) に5編の訳と解釈
  - 「十字の印」(MF 209, 25)　‘Dem kriuze zimt wol reiner muot’  50-54頁
  - 「地上の恋と天上の愛」 (MF 218, 5) ‘Ich var mit iuweren hulden, herren und mâge’   54-57頁
  - 「控えめなプロポーズ」(MF 215, 14) ‘Ich muoz von reht den tac iemer minnen’  159-161頁
  - 「貴婦人に遺恨あり」(MF 216, 29)  ‘Maniger grüzet mich alsô’  173-175頁
  - 「わたしは苦悩の臣下」(MF 209, 5)  ‘Mîn dienest der ist alze lanc’  216-217頁
- ヴェルナー・ホフマン・石井道子・岸谷敞子・柳井尚子訳著『ミンネザング（ドイツ中世恋愛抒情詩撰集）』大学書林 (2001; ISBN 4-475-00919-7)に2編の原文と和訳
  - ‘Maniger grüzet mich alsô’ 「ハルトマン、やんごとないご婦人方を」(MF 216, 29)  S. 76-79
  - ‘Ich var mit iuweren hulden, herren und mâge’「一族の皆さん、皆さんのお許しを得て、これから旅に出ます」(MF 218, 5)  S. 80-83

## 研究書・参考文献等
- Jürgen Wolf: Einführung in das Werk Hartmanns von Aue. Darmstadt: Wissenschaftliche Buchgesellschaft 2007. ISBN 978-3-534-19079-9. （BibliographieにはOnline-Resourcenも付いている）
- de:Peter Wapnewski: Hartmann von Aue. 4., ergänzte Auflage. Stuttgart: Metzler 1969. (= Sammlung Metzler 17)
- Kurt Ruh: Höfische Epik des deutschen Mittelalters. I: Von den Anfängen bis zu Hartmann von Aue. Berlin: Erich Schmidt 1967. (= Grundlagen der Germanistik 7)
- de:Hansjürgen Linke: Epische Strukturen in der Dichtung Hartmanns von Aue: Untersuchungen zur Formkritik, Werkstruktur und Vortragsgliederung. München : Wilhelm Fink 1968.
- Hans Schwarz: Hartmann von Aue: Gregorius・Der arme Heinrich. Text, Nacherzählung und Worterklärungen. Darmstadt: Wissenschaftliche Buchgesellschaft 1967. （巻末の Worterklärungen が特に有用）

- 赤井慧爾『ハルトマン研究 『イーヴァイン』の文体を中心に』朝日出版社 1981
- 中島悠爾編　「日本における中世文学研究文献（I）」　日本独文学会　『ドイツ文学』　63号（1979.10）125-130頁には1947年から1978年までのハルトマン作品の翻訳と研究書・論文 計58点が収録されている。
- 伊東泰治編著『Deutsche Lyrik des Mittelalters（中世ドイツ抒情詩選）』南江堂（1973）に4編の抒情詩の原文・現代ドイツ語対訳：

‘Diz wӕren wünneclîche tage’ (MF 217, 14)  S. 82-85
‘Dem kriuze zimt wol reiner muot’ (MF 209, 25)  S. 96-101
‘Mîn fröide wart nie sorgelôs‘(MF 210, 35)  S. 100-103
‘Ich var mit iuwern hulden, herren und mâge’ (MF 218, 5)   S. 104-107